# Castor de Rodes
Castor de Rodes foi um escritor que viveu durante o período final da República Romana, a quem se atribuem os livros Anagraphe (2 volumes, história da Babilônia e Tassalocracias), um livro sobre erros nas cronologias (Chronika agnoemata) e o livro em cinco volumes Epitome Chronikon.
Seus trabalhos foram perdidos, mas serviram de base para a Crônica de Eusébio.